# Geshur
Geshur, Gesur, Gessur o Geixur va ser un petit regne a la regió del Golan (Síria) al nord de Galaad, entre el mont Hermon i el llac Tiberíades; era poblat per la tribu beduïna coneguda com a geshurites (gessurites). Probablement ocupaven la zona rocallosa d'Argob, la moderna Lejah, al nord-oest del Bashan, propera al Regne d'Aram. La població era cananea però la classe dominant eren els arameus.
El rei David es va casar amb la filla del rei Talmai de Geshur. Aquesta filla va ser la mare d'Absalom, que va fugir a Geshur després de la mort del seu germà Amnon, on hi va viure durant tres anys. El regne de Geshur ocupava la plana de Lejah, al Hauran. El rei Ammihud, cap a l'any 1000 aC i després Talmai van ser clients d'Israel. Va passar a dependre de Damasc als voltants de l'any 920 aC.